# Colpomorpha
Colpomorpha é um gênero de traça pertencente à família Agonoxenidae.